# Macroteleia subtilis
Macroteleia subtilis är en stekelart som beskrevs av Muesebeck 1977. Macroteleia subtilis ingår i släktet Macroteleia och familjen Scelionidae. Inga underarter finns listade i Catalogue of Life.